# Gent-Wevelgem 2007
De 68ste editie van Gent-Wevelgem vond op 11 april 2007 plaats. De renners moesten vanaf Deinze een afstand van 210 kilometer overbruggen in goede weersomstandigheden.
Op de Kemmelberg, als vanouds scherprechter in de koers, vonden bij beide afdalingen enkele valpartijen plaats. Grootste slachtoffer was Jimmy Casper, die met zijn gezicht enkele meters over de kasseien schuurde. Verder waren er nog namen als Aart Vierhouten, Marco Velo en Fabio Sacchi betrokken bij de massale valpartijen.
Na de tweede beklimming van de Kemmelberg smolten de oorspronkelijke kopgroep en een ander groepje samen en reden naar de streep in Wevelgem. De Duitser Marcus Burghardt van T-Mobile plaatste een kilometer voor de finish een demarrage, waar niemand antwoord op had. Ploeggenoot Roger Hammond en Óscar Freire completeerden het podium.

## Uitslag
| rang | renner             | land                | ploeg              | tijd       |
| ---- | ------------------ | ------------------- | ------------------ | ---------- |
| 1    | Marcus Burghardt   | Duitsland           | T-Mobile Team      | 4u 53' 04" |
| 2    | Roger Hammond      | Verenigd Koninkrijk | T-Mobile Team      | op 2"      |
| 3    | Óscar Freire       | Spanje              | Rabobank           | op 3"      |
| 4    | Francisco Ventoso  | Spanje              | Saunier Duval      | z.t.       |
| 5    | Christophe Mengin  | Frankrijk           | Française des Jeux | z.t.       |
| 6    | Robbie McEwen      | Australië           | Predictor - Lotto  | op 14"     |
| 7    | Max van Heeswijk   | Nederland           | Rabobank           | z.t.       |
| 8    | Baden Cooke        | Australië           | Unibet.com         | z.t.       |
| 9    | José Joaquín Rojas | Spanje              | Caisse d'Epargne   | z.t.       |
| 10   | Aljaksandr Oesaw   | Wit-Rusland         | Ag2r Prévoyance    | z.t.       |

1934 · 1935 · 1936 · 1937 · 1938 · 1939 · 1940 · 1941 · 1942 · 1943 · 1944 · 1945 · 1946 · 1947 · 1948 · 1949 · 1950 · 1951 · 1952 · 1953 · 1954 · 1955 · 1956 · 1957 · 1958 · 1959 · 1960 · 1961 · 1962 · 1963 · 1964 · 1965 · 1966 · 1967 · 1968 · 1969 · 1970 · 1971 · 1972 · 1973 · 1974 · 1975 · 1976 · 1977 · 1978 · 1979 · 1980 · 1981 · 1982 · 1983 · 1984 · 1985 · 1986 · 1987 · 1988 · 1989 · 1990 · 1991 · 1992 · 1993 · 1994 · 1995 · 1996 · 1997 · 1998 · 1999 · 2000 · 2001 · 2002 · 2003 · 2004 · 2005 · 2006 · 2007 · 2008 · 2009 · 2010 · 2011 · 2012 · 2013 · 2014 · 2015 · 2016 · 2017 · 2018 · 2019 · 2020 · 2021 · 2022 · 2023 · 2024
Lijst van beklimmingen
 Parijs-Nice · 
 Tirreno-Adriatico · 
 Milaan-San Remo · 
 Ronde van Vlaanderen · 
 Ronde van het Baskenland · 
 Gent-Wevelgem · 
 Parijs-Roubaix · 
 Amstel Gold Race · 
 Waalse Pijl · 
 Luik-Bastenaken-Luik · 
 Ronde van Romandië · 
 Ronde van Italië · 
 Ronde van Catalonië · 
 Critérium du Dauphiné Libéré · 
 Ronde van Zwitserland · 
 Ploegentijdrit Eindhoven · 
 Ronde van Frankrijk · 
 Clásica San Sebastián · 
 Ronde van Duitsland · 
 Vattenfall Cyclassics · 
  ENECO Tour · 
 GP Ouest France-Plouay · 
 Ronde van Spanje · 
 Ronde van Polen · 
 Kampioenschap van Zürich · 
 Parijs-Tours · 
 Ronde van Lombardije